# Campeonato Mundial Feminino de Xadrez de 1956
O Campeonato Mundial Feminino de Xadrez de 1956 foi a 10ª edição da competição sendo disputada em um triangular entre a ex-campeã Lyudmila Rudenko, a então campeã Elisaveta Bykova e a desafiante Olga Rubtsova. A disputa foi realizada em Moscou entre 22 de agosto e 23 de setembro e a vencedora foi Olga Rubtsova que se tornou a quarta campeã mundial.
|   | Player               | 1  | 2  | 3  | Total |
| - | -------------------- | -- | -- | -- | ----- |
| 1 | URS Olga Rubtsova    | -  | 4½ | 5½ | 10    |
| 2 | URS Elisabeth Bykova | 3½ | -  | 6  | 9½    |
| 3 | URS Lyudmila Rudenko | 2½ | 2  | -  | 4½    |